# Andreas Beyer

Andreas Beyer (2021)

Andreas Sebastian Beyer (* 29. September 1957 in Königstein im Taunus) ist ein deutsch-schweizerischer Kunsthistoriker. Von 2003 bis 2025 war er Ordinarius für Kunstgeschichte der Neuzeit an der Universität Basel.
Seine Forschungsschwerpunkte bilden die Kunst und Architektur der Neuzeit sowie der deutschen Klassik, politische Ikonologie, Methodologie und Wissenschaftsgeschichte.

## Leben
Andreas Beyer, der in der iranischen Hauptstadt Teheran aufwuchs, studierte Kunstgeschichte, Klassische Archäologie, italienische Philologie und Theaterwissenschaften an den Universitäten München, Florenz und Frankfurt am Main.
Im Jahr 1985 wurde er an der Johann Wolfgang Goethe-Universität in Frankfurt am Main promoviert. Von 1986 bis 1988 war er Stipendiat der Max-Planck-Gesellschaft an der Bibliotheca Hertziana in Rom, anschließend Hochschulassistent am Institut für Kunstgeschichte der Rheinischen Friedrich-Wilhelms-Universität Bonn. Dort habilitierte er sich 1994. Von 1994 bis 1997 lehrte er als Professor für Neuere Kunstgeschichte am Kunsthistorischen Seminar der Friedrich-Schiller-Universität Jena. Von 1997 bis 2003 war er Inhaber des Lehrstuhls für Kunstgeschichte an der RWTH Aachen.
Beyer verbrachte mehrere Gastaufenthalte in den USA, u. a. 1993–1994 am Center for Advanced Study in the Visual Arts der National Gallery of Art in Washington, D.C., 2000 als Clark-Visiting Professor des Williams-College in Williamstown und 2023 als Senior Research Fellow der Italian Academy for Advanced Studies in America an der Columbia University in New York.
Seit 2003 war Andreas Beyer ordentlicher Professor für Kunstgeschichte der Neuzeit an der Universität Basel. Von 2009 bis 2014 war er von der Universität beurlaubt und als Direktor des Deutschen Forums für Kunstgeschichte in Paris. Er verzichtete auf eine zweite Amtszeit und kehrte 2014 auf sein Ordinariat an der Universität Basel zurück.
Von 2013 bis 2023 war er Sprecher des vom Bundesministerium für Bildung und Forschung getragenen, internationalen Forschungsverbunds „‚Bilderfahrzeuge‘ – Aby Warburg’s Legacy and the Future of Iconology“.
Von 1999 bis 2014 war Beyer Mitherausgeber der Zeitschrift für Kunstgeschichte sowie Mitherausgeber des Allgemeinen Künstlerlexikons. Im Jahr 2013 war er, zusammen mit Henry Loyrette, leitender Kurator der umstrittenen Ausstellung De l'Allemagne 1800–1939 im Musée du Louvre, von deren von französischer Seite politisierten Ausrichtung er sich distanzierte. 2014/2015 kuratierte er die Ausstellung For Your Eyes Only – Eine Privatsammlung zwischen Manierismus und Surrealismus, die in der Peggy Guggenheim Collection in Venedig und im Kunstmuseum Basel gezeigt wurde; im Jahr 2022 die Ausstellung „Füssli. Entre rêve et fantastique“ im Musée Jacquemart-André in Paris.
2021 wurde er zum Mitglied der Deutschen Akademie für Sprache und Dichtung gewählt.

## Mandate (Auswahl)
- seit 2019: Mitglied und aktuell Vorsitzender des Beirats des Internationalen Forschungszentrums für Kulturwissenschaften (IFK) / Kunstuniversität Linz, Wien[9]
- seit 2021: Mitglied und stellvertretender Vorsitzender des Kuratoriums der Gerda Henkel Stiftung[10]
- seit 2021: Vertreter der Schweiz im Comité International d'Histoire de l'Art[11]
- seit 2023 Mitglied der Commission Arts des Centre National du Livre[12]

## Schriften (Auswahl)

### Monographien
- Andrea Palladio. Teatro Olimpico. Triumpharchitektur für eine humanistische Gesellschaft. Fischer-Taschenbuch-Verlag, Frankfurt am Main 1987, ISBN 3-596-23937-0. Veränderte und ergänzte Neuausgabe: Wagenbach, Berlin 2009, ISBN 978-3-8031-2625-2. (Übersetzungen ins Französische und Spanische)
- Parthenope: Neapel und der Süden der Renaissance. (= Kunstwissenschaftliche Studien. Bd. 84). Deutscher Kunstverlag, München/Berlin 2000, ISBN 3-422-06291-2 (= Habilitationsschrift, Universität Bonn, 1998).
- Das Porträt in der Malerei. Hirmer, München 2002, ISBN 3-7774-9490-9. (Übersetzungen ins Englische, Französische und Russische)
- Die Kunst des Klassizismus und der Romantik. C. H. Beck, München 2011, ISBN 978-3-406-60762-2.
- Die Kunst – zur Sprache gebracht. Herausgegeben von Lena Bader, Johannes Grave und Markus Rath. Wagenbach, Berlin 2017, ISBN 978-3-8031-2784-6.
- Künstler, Leib und Eigensinn. Die vergessene Signatur des Lebens in der Kunst. Wagenbach, Berlin 2022, ISBN 978-3-8031-3719-7. (Übersetzungen ins Französische und Italienische)
- Cellini. Ein Leben im Furor. Wagenbach, Berlin 2024, ISBN 978-3-8031-3746-3. (Übersetzung ins Englische)

### Editionen / Herausgeberschaften
- mit Ulrich Schütte: Andrea Palladio – Die vier Bücher zur Architektur. Artemis, München/Zürich 1983, ISBN 3-7608-8116-5.
- Die Lesbarkeit der Kunst. Zur Geistesgegenwart der Ikonologie, Verlag Klaus Wagenbach, Berlin 1992, ISBN 3-8031-5137-6.
- mit Gabriele Radecke: August von Goethe: Auf einer Reise nach Süden. Tagebuch 1830. Hanser Verlag, München/Wien 1999, ISBN 3-446-19325-1.
- mit Markus Lohoff: Bild und Erkenntnis. Formen und Funktionen des Bildes in Wissenschaft und Technik. Deutscher Kunstverlag, München/Berlin 2005, ISBN 3-422-06463-X.
- mit Günter Oesterle u. a.: Der Souvenir. Erinnerung in Dingen von der Reliquie zum Andenken. Ausstellungskatalog. Museum für Angewandte Kunst, Frankfurt am Main 2006. Wieland Verlag, Köln 2006, ISBN 3-87909-892-1.
- Die Kunst der Klassik und der Romantik. In: Geschichte der Bildenden Kunst in Deutschland, Band 6, Prestel Verlag, München 2006, ISBN 978-3-7913-3123-2.
- mit Ernst Osterkamp: Goethe Handbuch. Supplemente. Bd. 3: Kunst. J. B. Metzler Verlag, Stuttgart/Weimar 2011, ISBN 978-3-476-02163-2.
- mit Jean-Marie Valentin: Lessing, la critique et les arts. Éditions de la maison des sciences de l’homme, Paris 2014, ISBN 978-2-7351-1735-2.
- mit Dario Gamboni: Poiesis. Über das Tun in der Kunst. Deutscher Kunstverlag, Berlin/München 2014, ISBN 978-3-422-07149-0.
- mit Angela Mengoni und Antonia von Schöning: Interpositions. Montage des images et production du sens. Éditions de la maison des sciences de l’homme, Paris 2014, ISBN 978-2-7351-1731-4.
- For Your Eyes Only. Eine Privatsammlung zwischen Manierismus und Surrealismus. Ausstellungskatalog Peggy Guggenheim Collection Venedig/Kunstmuseum Basel 2014/2015, Hatje Cantz Verlag, Ostfildern 2014, ISBN 978-3-7757-3742-5.
- mit Laurent Le Bon: Silence. Schweigen – Über die stumme Praxis der Kunst. Deutscher Kunstverlag, Berlin/München 2015, ISBN 978-3-422-07292-3.
- mit Guillaume Cassegrain: Mouvement. Bewegung – Über die dynamischen Potenziale der Kunst. Deutscher Kunstverlag, Berlin/München 2015, ISBN 978-3-422-07293-0.
- mit Philippe Morel und Alessandro Nova: Voir l’au-delà. L’expérience visionnaire et sa représentation dans l’art italien de la Renaissance. Brepols, Turnhout 2017, ISBN 978-2-503-57470-7.
- mit Horst Bredekamp, Uwe Fleckner und Gerhard Wolf: Bilderfahrzeuge. Aby Warburgs Vermächtnis und die Zukunft der Ikonologie. Verlag Klaus Wagenbach, Berlin 2018, ISBN 978-3-8031-3675-6.
- mit Susanna Burghartz und Lucas Burkart: Burckhardt Renaissance. Erkundungen und Relektüren eines Klassikers, Wallstein Verlag, Göttingen 2021, ISBN 978-3-8353-3863-0